# Hanielsfeld
Hanielsfeld ist eine Hofschaft im Wuppertaler Stadtbezirk Vohwinkel, Wohnquartier Schöller-Dornap. 

## Lage und Beschreibung
Hanielsfeld liegt im Norden Vohwinkels in der Mitte von Schöller-Dornap unmittelbar westlich von Buntenbeck. Weitere benachbarte Orte sind Dornap, Nösenberg, Broscheidt, Grünewald, Wieden, Neu-Dornap, Ladebühne und Holthauser Heide. Abgegangen ist Fliethe.
Der Ort liegt am Rande der Halde Hanielsfeld, die auf dem Gelände der Grube Hanielsfeld aufgeschüttet wurde.

## Geschichte
Im 19. Jahrhundert war Hanielsfeld ein Wohnplatz in der Landgemeinde Schöller der Bürgermeisterei Haan (ab 1894 Bürgermeisterei Gruiten) die aus Honschaft Schöller der bergischen Herrschaft Schöller hervorging. Auf der Topographischen Aufnahme der Rheinlande von 1824 und auf der Preußischen Uraufnahme von 1843 ist der Ortsbereich gemeinsam mit Buntenbeck beschriftet. 
1888 besaß der Ort laut dem Gemeindelexikon für die Provinz Rheinland ein Wohnhaus mit neun Einwohnern.
Mit der Gebietsreform von 1975 wurde der Gemeinde Schöller von dem Amt Gruiten im Kreis Düsseldorf-Mettmann abgespaltet und als Wohnquartier Schöller-Dornap nach Wuppertal eingemeindet.